# 232e régiment d'infanterie territoriale
Pour les articles homonymes, voir 232e régiment.
Le 232e régiment d'infanterie territoriale est un régiment d'infanterie de l'armée de terre française qui a participé à la Première Guerre mondiale.

## Création et différentes dénominations
- juin-juillet 1915 : regroupement au sein du 32e régiment d'infanterie territoriale des bataillons qui vont former le 232e régiment d'infanterie territoriale
- 1er septembre 1915 : formation du 232e régiment d'infanterie territoriale
- 15 février 1919 : dissolution

## Chefs de corps
- 1915 : lieutenant-colonel de la Canorgue[1]

## Historique des opérations du232eRIT

### Première Guerre mondiale

#### Affectations
Le régiment est en garnison autour de Paris de juillet 1915 à novembre 1918, affecté à la 166e brigade de la 83e division d'infanterie territoriale.

#### 1915
Le régiment à Paris est formé de soldats de la réserve de l'armée territoriale (RAT), remplaçant à partir de juin 1915 les territoriaux du 32e régiment d'infanterie territoriale qui rejoignent le front. Le 232e RIT est créé le 1er septembre 1915, par ordre 10 août 1915, en regroupant l'état-major et la compagnie hors-rang du 32e RIT, le 5e bataillon du 32e RIT, le 5e bataillon du 13e RIT et le 3e bataillon du 79e RIT.

#### 1919
Le 232e RIT est dissous le 15 février 1919.

## Drapeau
Il ne porte aucune inscription.